# Donald Leslie
Donald James Leslie (Danville, 13 aprile 1911 – Altadena, 2 settembre 2004) è stato un ingegnere, progettista e inventore statunitense. 
Ha creato e prodotto l'altoparlante Leslie, che ha perfezionato il suono dell'organo Hammond e ha contribuito a rendere popolare la musica elettronica.

## Biografia

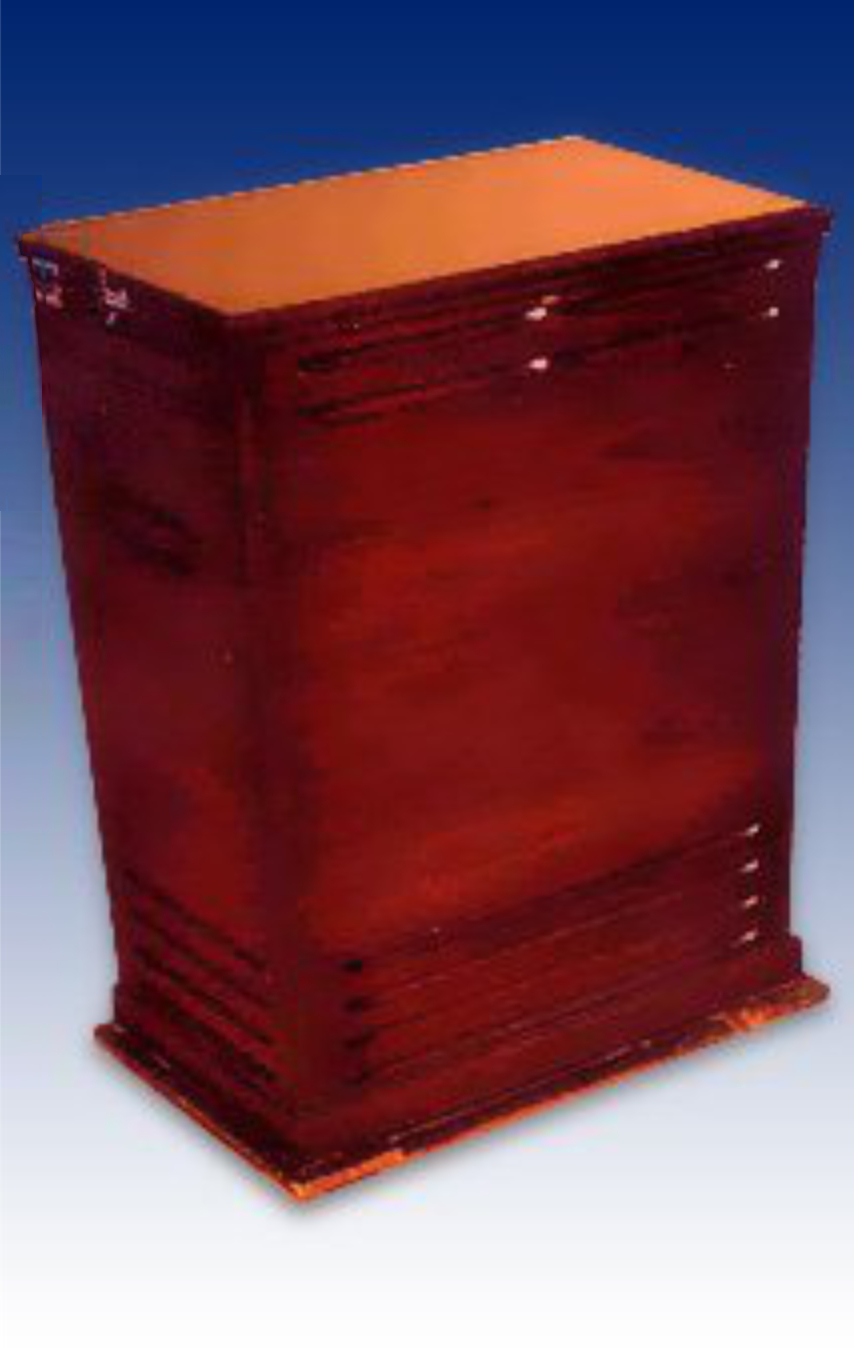
L'altoparlante Leslie

Donald Leslie ha sperimentato dispositivi per, nelle sue parole, migliorare il suono dell'organo Hammond sulla base dell'esperienza raccolta da altri lavori, tra cui la riparazione della radio e uno presso il Naval Research Laboratory di Washington, durante la seconda guerra mondiale.
È rimasto impressionato dal suono dell'organo Hammond in una sala da concerto, ma meno entusiasta in uno spazio ristretto. Lì il suono non aveva risonanza e gli oscillatori elettronici puri suonavano "noiosi, striduli e fermi" all'orecchio di Leslie; il quale, per rimediare a questo problema, nel 1937 inventa un altoparlante che gira intorno al suo cabinet, producendo un effetto Doppler che modula il suono. In una certa misura questo imita la risonanza dell'organo in un grande auditorium, proiettandola a 360 gradi. Questo dispositivo è stato, finalmente, un degli oltre 50 brevetti di sua proprietà.
Quando il signor Leslie ha presentato all'orologiaio-organaro Laurens Hammond il suo altoparlante per organo, lo ha rifiutato. Leslie ha, quindi, scelto di fabbricare lui stesso il suo altoparlante Leslie. Ha fondato la Electro Music per produrre gli altoparlanti. Volendo mantenere il controllo del suono del proprio organo, Hammond ha fatto di tutto per sconfiggere l'invenzione del Leslie: cambiare i connettori sui modelli più recenti e vietare ai commercianti di organi Hammond di vedere altoparlanti Leslie. Nel 1965 la sua azienda fu acquistata dalla CBS. Leslie restò come consulente abbastanza a lungo da vedere la morte di Hammond nel 1973, a quel punto l'azienda Hammond si appassionò all'invenzione, onorandola ufficialmente nel 1978. Leslie si ritirò nel 1980.
L'altoparlante era utilizzato prevalentemente per organi liturgici e per le chiese evangelistiche, creando un effetto tremolante dell'organo da teatro. È stato utilizzato con l'Hammond Tonewheel Organ e altri, dagli anni quaranta e cinquanta ad oggi. La versione finale dell'altoparlante Leslie è il tamburo Rotosonic in cui un altoparlante è montato fisicamente nel motore rotante con un'apertura stretta per produrre l'autentico suono tremolante di un organo da teatro. È stato utilizzato anche nella musica psichedelica e nel rock degli anni sessanta e settanta. Da allora è stato utilizzato in molti generi musicali, tra cui la musica pop e il jazz. Fu solo negli anni ottanta che la Hammond acquistò il prodotto della Leslie da includere nei loro organi.
La Leslie è stata inserita nella American Music Conference Hall of Fame nel 2003.